# Collision ferroviaire de Clichy-Levallois
La collision ferroviaire de Clichy-Levallois a eu lieu le 3 février 1880, lorsqu'un train parti de la gare de Paris-Saint-Lazare a rattrapé et télescopé celui qui le précédait, peu avant la gare commune aux deux villes de Clichy et Levallois-Perret, limitrophes de Paris et situées dans le département de la Seine. Bien que l'accident, qui fit seize morts et plus de quatre-vingts blessés, ait eu pour cause principale le brouillard, il révéla aussi une série de défaillances humaines et matérielles dommageables pour la sécurité.

## Les circonstances
En 1880, entre Paris et Asnières, la circulation des trains de la Compagnie des chemins de fer de l'Ouest était encore répartie sur deux groupes de voies principales, respectivement affectés à Versailles et à Saint-Germain, les deux destinations initialement desservies à l'ouverture de la gare Saint-Lazare. Toutefois, avec l'extension du réseau ferré, le second était devenu au fil des années un tronc commun desservant aussi les lignes de Normandie par Poissy et par Argenteuil, ainsi que le réseau de la Compagnie des chemins de fer du Nord par un raccordement construit en 1863 entre Argenteuil et Ermont - Eaubonne. 
Le mardi 3 février 1880 en fin d'après midi, sur le groupe de Saint-Germain, auraient normalement dû partir, à 17 h 55 un train no 55 pour Saint-Germain, à 18 h un omnibus no 127 pour Argenteuil, avec arrêts à Asnières, Bois-Colombes et Colombes, puis, à 18 h 15, le train no 23 dit circulaire à raison de son parcours, direct jusqu'à Argenteuil, et ensuite omnibus jusqu'à la gare du Nord, par Sannois et Ermont - Eaubonne. Cependant, les perturbations dues à l'épais brouillard enveloppant Paris depuis plusieurs jours avaient provoqué des retards généralisés. Aussi le départ du 55 eut-il lieu à 18 h 13, celui du 127 à 18 h 18 et celui du 23 dix minutes plus tard.

## La collision
Progressant lentement compte tenu de la densité du brouillard rendant pratiquement nulle la visibilité, le 127 fut arrêté à plusieurs reprises par l'explosion de pétards doublant la signalisation optique, pour maintenir l'écart avec le 55 parti cinq minutes plus tôt, puis pour laisser manœuvrer un train de marchandises de sens opposé. C'est au moment où il repartait au pas, environ 250 mètres avant la gare de Clichy - Levallois, qu'il fut rattrapé par le train 23 roulant à une vitesse de plus de 40 km/h, qui le percuta, défonçant son fourgon de queue et ses quatre dernières voitures et propulsant le reste du convoi une centaine de mètres plus loin. La locomotive tamponneuse, une machine-tender du Nord du type 120 T portant le numéro 2.971 conduite par un mécanicien de cette compagnie, se coucha sur son flanc droit, obstruant la voie montant vers Paris. Derrière elle, le fourgon de tête était disloqué, mais les voitures de voyageurs ne subissaient que des dommages mineurs.

## Secours et bilan

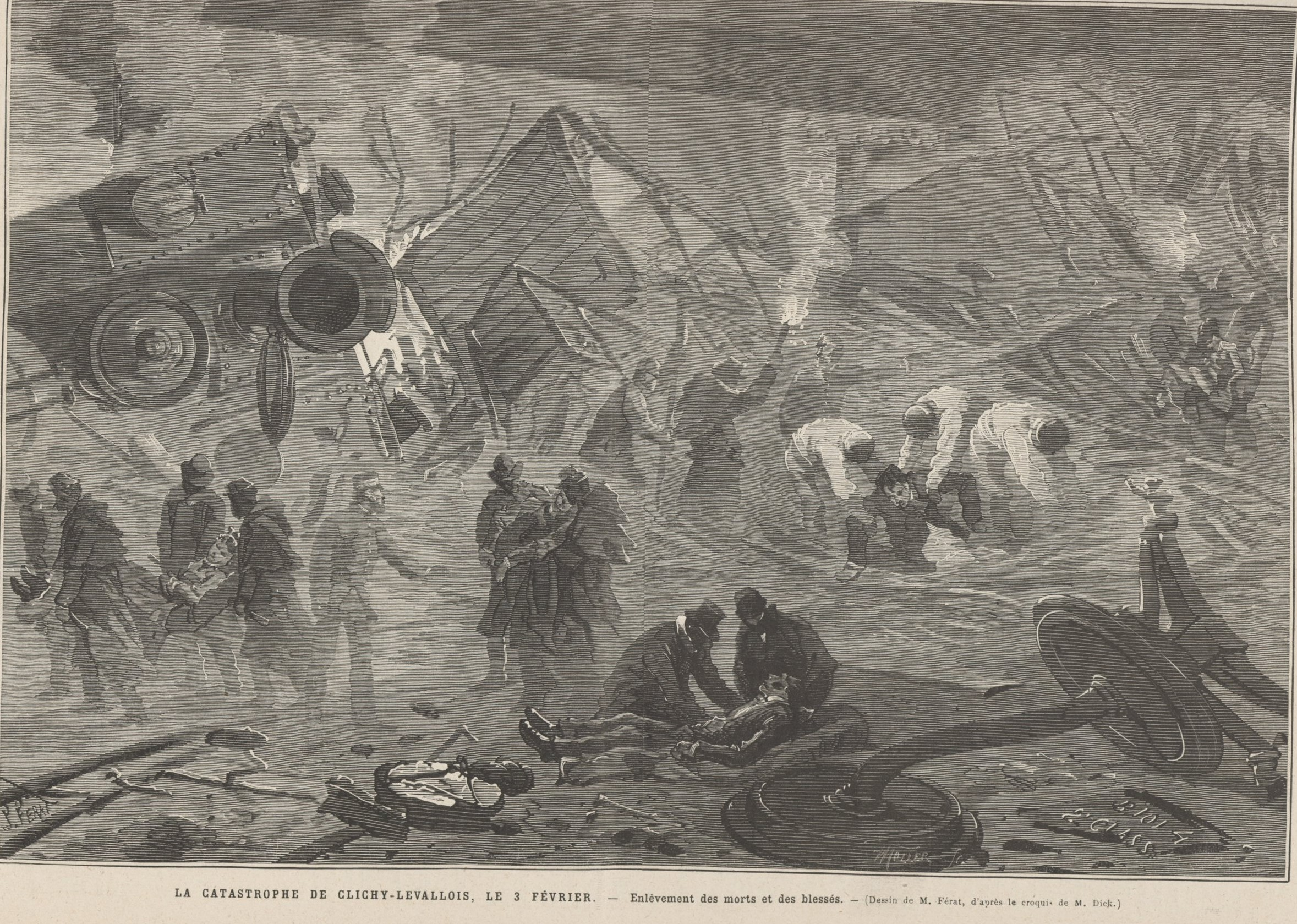
Les secours vus par Le Monde illustré du 14 février 1880.

Pendant que les employés de la gare de Clichy - Levallois se hâtaient de fermer les signaux et de placer des pétards pour éviter un suraccident, dans l'attente des secours retardés par le brouillard, ce furent les voyageurs indemnes qui, passés les premiers instants d'affolement, assurèrent avec des moyens de fortune les premiers soins aux victimes, sous l'impulsion d'Adolphe Burgues, vice-président de la Société des Sauveteurs de la Seine, présent dans le train 127. Ils furent vite rejoints par des habitants des villes voisines de Clichy, Asnières et Levallois, alertés par le bruit de la collision et porteurs de torches et lanternes, après que des incidents eurent opposés certains des sauveteurs improvisés aux employés du péage du pont d'Asnières, qui prétendaient leur faire acquitter les droits de passage.
Le maire et le commissaire de police de Clichy furent les premières autorités publiques à arriver sur les lieux. 
Les corps de sept voyageurs tués sur le coup furent extraits des débris, essentiellement d'une voiture de première classe, réduite en miettes par le choc. Lorsqu'on entreprit de les identifier, on constata que certains avaient été dépouillés de leurs portefeuilles par des pillards mettant à profit le brouillard et la confusion pour se mêler aux secouristes. 
L'accident avait fait des dizaines de blessés. Les plus gravement atteints furent provisoirement déposés sur les coussins ôtés des voitures de première classe, près de feux allumés avec les carcasses en bois des wagons détruits, avant d'être amenés jusqu'à la gare. Selon leur état, ils furent ensuite soignés sur place dans les maisons voisines, ou transportés en voiture ou en train jusqu'à Bois-Colombes ou à Paris pour y être hospitalisés. Certains, moins sérieusement touchés, préférèrent se faire conduire en fiacre jusqu'à leur domicile, voire le regagner à pied. Aussi, le nombre des blessés fut-il évalué d'abord à trente six, puis à soixante-neuf dans les communiqués publiés par la Compagnie, avant de s'accroître encore au fur et à mesure de leur recensement.  
Afin de rétablir au plus vite la circulation, on procéda à un déblaiement sommaire, et à 23 h 15, les trains purent à nouveau passer en empruntant les deux voies de la ligne de Versailles.
Plusieurs blessés mortellement atteints ayant succombé dans les semaines qui suivirent, le nombre de victimes de l'accident annoncé lors de l'ouverture du procès quelques mois plus tard s'élevait à seize morts et quatre-vingt-quatorze blessés.

## Suites

### Retentissement médiatique
Parmi les morts de la voiture de première classe figuraient plusieurs personnalités du monde des affaires, tels M. de Puyferrat, financier bien connu des milieux boursiers, M. Chaussaigne de Colombier, administrateur du Bulletin des halles, M. Marette, architecte de la reine d'Espagne, ou M. Lambert de Lacroix, ancien dirigeant de la Compañía de los caminos de hierro del Norte devenu rédacteur du Moniteur universel. La plupart des journaux insistèrent sur leur disparition, mais la presse consacra encore de plus longs développements aux perturbations causées par l'événement dans le fonctionnement des spectacles parisiens. En effet, nombre d'artistes notoires, notamment de l'Opéra-Comique, des théâtres des Variétés, des Bouffes-Parisiens, et du Vaudeville avaient élu domicile dans les communes résidentielles desservies par la ligne d'Argenteuil, et certains d'entre eux rentrant chez eux par le train tamponné après des répétitions en matinée furent sérieusement blessés dans l'accident. D'autres se rendant à Paris pour les séances de soirée restèrent coincés dans leurs trains bloqués sur les voies interceptées, et malgré leurs efforts ne purent arriver à temps pour assurer leurs prestations. Quelques jours plus tard, le bruit courut que pour éviter le renouvellement de  tels incidents, les directeurs de théâtres imposeraient aux acteurs de résider à Paris.

### Recherche des responsabilités
Deux enquêtes parallèles, l'une judiciaire, l'autre administrative, avaient été ouvertes, au cours desquelles les compagnies du Nord et de l'Ouest se rejetèrent mutuellement les responsabilités. 
Bien que mortellement blessé, le mécanicien du train tamponneur, Joseph Dieudonné (32 ans), agent du Nord, avant d'expirer, avait eu le temps d'indiquer qu'il n'avait perçu aucun disque ou pétard lui ordonnant l'arrêt, mais avait immédiatement freiné et renversé la vapeur dès qu'il avait vu quelques mètres devant lui les feux du train le précédant. Les constatations effectuées par la suite sur les leviers de commande de sa machine confirmaient qu'il avait bien entrepris cette manœuvre d'urgence. 
Le conducteur en second du train tamponné, Louis-Désiré Morel (46 ans), agent de l'Ouest, blessé dans le fourgon de queue écrasé et décédé deux semaines plus tard à l'hôpital Beaujon, avait déclaré aux enquêteurs que le convoi ne cessant de s'arrêter et de repartir, parfois même en arrière, il n'avait pas eu le temps d'aller poser des pétards pour le couvrir, et qu'entendant arriver le train no 23, il était remonté dans son wagon en criant aux voyageurs de s'enfuir.
Après reconstitution sur place de la progression des deux trains le jour de l'accident, il apparut aux enquêteurs que les responsables principaux de la collision étaient ces deux agents. Le premier roulait à une vitesse double de celle normalement autorisée, jugée d'autant plus excessive que le brouillard réduisait la visibilité, et le second avait violé les prescriptions du règlement lui imposant de descendre couvrir son train à l'arrêt. Toutefois, leur décès éteignant toute possibilité de poursuites judiciaires à leur encontre, furent également retenus comme responsables secondaires et traduits devant le tribunal correctionnel de la Seine pour homicide et blessures involontaires les aiguilleurs Philippe-Henri Hubert (54 ans) et Jean-François Dupont (65 ans), chargés des signaux de la zone concernée, ainsi que le conducteur-chef du train tamponné, Jean-Pierre Girard (44 ans).
Aux deux premiers, il était reproché de ne pas avoir posté, au pied de tous les disques d'arrêt rendus invisibles du fait du brouillard, des agents chargés de remplacer les pétards déjà éclatés. Le troisième était incriminé pour n'être pas descendu du fourgon de tête où il se trouvait, afin d'ordonner à son subordonné de partir couvrir le train.  
En revanche, bien qu'aient été unanimement critiqués à la fois la densité excessive des circulations sur un tronçon surchargé et l'intervalle trop court entre l'omnibus et le direct qui le suivait, les cadres du service de l'exploitation ne furent pas incriminés. Ce nouvel exemple de mise en jeu d'une responsabilité sélective épargnant la hiérarchie et sanctionnant les employés subalternes suscita une fois de plus la réprobation. 
Le procès eut lieu le vendredi 10 juillet 1880. L'audience et le jugement confirmèrent que la plus grande part de responsabilité revenait aux deux agents décédés, mais les deux aiguilleurs, qui avaient allégué pour leur défense ne pas avoir disposé des personnels nécessaires, furent malgré tout condamnés à quatre mois de prison et cinquante francs d'amende. En revanche, le chef du train tamponné fut relaxé.
Par le même jugement, la compagnie de l'Ouest était déclarée civilement responsable des fautes de son personnel, mais comme le nota la presse financière, la condamnation fut sans incidence sur le cours des actions de la compagnie, puisque les clauses de garantie d'intérêts des concessions assuraient le paiement de dividendes en mettant en réalité les réparations à la charge de l'État. Sous le titre Les compagnies cassent les verres...l'État les paye, Le Petit Parisien dénonçait un régime de responsabilité substituant les contribuables aux actionnaires.

### Correctifs proposés
Le journal L'Univers avait quelques jours après le drame publié le courrier d'un lecteur demandant l'installation dans tous les trains de voyageurs d'un signal avertisseur de l'imminence d'un accident. Même si cette proposition était manifestement teintée d'une nuance d'ironie, la collision avait révélé, au delà des circonstances atmosphériques extrêmes et des erreurs humaines qui en étaient les causes directes, d'importantes lacunes en matière de sécurité ; celles-ci furent dénoncées à la fois dans la presse et à la Chambre des députés après interpellation du gouvernement par les députés Charles Alfred de Janzé et Guillaume Margue, et même dans une pétition adressée directement par un habitant d'Asnières à cette assemblée.
Les accusations les plus sévères furent portées le 26 février 1880 lors du débat à la Chambre en présence du ministre des Travaux publics, Henri Varroy, au cours duquel furent évoquées, entre autres  « fautes flagrantes de la compagnie » : 
- la composition hétéroclite du train tamponneur, alternant des voitures Nord et Ouest équipées de dispositifs de frein dit continu incompatibles, et donc inopérants, qui avait empêché le mécanicien d'arrêter son train avant la collision alors qu'il aurait pu le faire s'ils avaient fonctionné[36] ;
- la durée de travail excessive des agents, aussi bien du Nord que de l'Ouest, contraints d'assurer deux fois dix huit heures de service sur deux jours pour le mécanicien Dieudonné, et quinze heures quotidiennes pour les aiguilleurs[37] ;
- le refus de dédoubler le tronçon entre Saint-Lazare et Asnières[38], supportant pourtant des pointes de trafic allant jusqu'à cent vingt trains dans chaque sens[39], et l'absence, sur cette section surchargée, d'un cantonnement des circulations par block-système, alors que d'autres lignes de l'Ouest moins fréquentées en étaient déjà équipées[40].
- l’aberration[41] consistant à envoyer dans un délai trop court sur la même voie un omnibus suivi d'un express[42].

Bien que se défendant de prendre l'accident pour prétexte, les deux députés auteurs de l'interpellation, l'imputant à la surveillance insuffisante de l'État sur le fonctionnement des compagnies et sur les conditions de travail imposées aux cheminots, se livrèrent à une charge sévère contre le service du contrôle de l'État. Dénonçant un système de contrôle de famille faussé par la solidarité de corps entre les ingénieurs fonctionnaires et ceux des entreprises contrôlées, issus des mêmes grandes écoles, ils réclamaient sa réforme immédiate, mais après que le ministre eut reconnu des imperfections et laissé entrevoir des perspectives d'amélioration, ils votèrent un ordre du jour de confiance au gouvernement. Les propos ministériels apaisants n'ayant été suivis d'aucune mesure concrète, après un nouvel accident grave à Charenton, Charles de Janzé déposera par la suite une proposition de loi relative à la réorganisation du service du contrôle de l'exploitation des chemins de fer précédée d'un long exposé des motifs détaillant les inconvénients du système existant et les réformes nécessaires.
En définitive, la seule amélioration concrète apportée à la sécurité sur le tronçon surchargé fut, dans les mois qui suivirent, sa division en six cantons et son équipement en block-système. Ces changements furent qualifiés par la « Commission d'enquête sur les moyens de prévenir les accidents de chemin de fer » dans son rapport rendu le 8 juillet 1880, de « surcroît de sécurité qui depuis longtemps devenait indispensable » pour combler une « lacune trop évidente ».